# Liste der Bodendenkmale im Landkreis Meißen

Karte des Landkreises Meißen

In der Liste der Bodendenkmale im Landkreis Meißen sind die Bodendenkmale im Landkreis Meißen nach dem Stand der Auflistung von Harald Quietzsch und Heinz Jacob aus dem Jahr 1982 aufgeführt. Eventuelle Änderungen und Ergänzungen, insbesondere aus der Zeit nach der Wende, sind nicht berücksichtigt, da für Sachsen aktuell keine neueren allgemein zugänglichen Bodendenkmallisten vorliegen. Die Kulturdenkmale sind in der Liste der Kulturdenkmale im Landkreis Bautzen aufgeführt.
Diese Liste ist eine Teilliste der Liste der Bodendenkmale in Sachsen.

## Aufteilung
Wegen der großen Anzahl von Bodendenkmalen im Landkreis Meißen ist diese Liste in Teillisten nach den Städten und Gemeinden aufgeteilt.
| Karte | Bodendenkmale in … | Denkmale |
| ----- | ------------------ | -------- |
|       | Coswig             |          |
|       | Diera-Zehren       |          |
|       | Ebersbach          |          |
|       | Glaubitz           |          |
|       | Gröditz            |          |
|       | Großenhain         |          |
|       | Hirschstein        |          |
|       | Käbschütztal       |          |
|       | Klipphausen        |          |
|       | Lampertswalde      |          |
|       | Lommatzsch         |          |
|       | Meißen             |          |
|       | Moritzburg         |          |
|       | Niederau           |          |
|       | Nossen             |          |
|       | Nünchritz          |          |
|       | Priestewitz        |          |
|       | Radebeul           | Todhübel |
|       | Radeburg           |          |
|       | Riesa              |          |
|       | Röderaue           |          |
|       | Schönfeld          |          |
|       | Stauchitz          |          |
|       | Strehla            |          |
|       | Thiendorf          |          |
|       | Weinböhla          |          |
|       | Wülknitz           |          |
|       | Zeithain           |          |